# Hierodula tenuidentata
Hierodula tenuidentata је врста богомољке, која припада породици Mantidae, а позната је по својој препознатљивој морфологији и предаторском понашању. 

## Опис
Тело је издужено и витко са троугластом главом која се може ротирати за 180 степени. Велике, сложене очи које пружају одличан бинокуларни вид, кључне су за лов. Предње ноге грабљивице прилагођене за хватање плена, опремљене бодљама за осигуравање и савладавање хране. Добро развијена крила омогућавају лет, мада се могу првенствено ослањати на тактику заседе, а не на екстензивно летење. Боја обично варира између зелене и смеђе боје, што помаже у камуфлажи међу лишћем. 

## Станиште
Hierodula tenuidentata се обично налази у тропским и суптропским регионима. Њено станиште обухвата шуме, преферира шумовита подручја са обилном вегетацијом, баште и жбуње, често борави у баштама и подручјима са густим жбуњем где може ефикасно да вреба плен.
Пореклом је из Индије, а увезена је у Грчку и друге делове јужне Европе, укључујући Мађарску, Румунију и Србију.

## Понашање и исхрана
Hierodula tenuidentata, месождерски је инсект који се првенствено храни другим инсектима. Користи стратегију „седи и чекај“, користећи своје камуфлирано тело да се уклопи са околином и напао неслутећи плен. Користи своје снажне предње ноге да брзо ухвати плен, који укључује разне инсекте попут мува, мољаца, па чак и других богомољака. У неким случајевима, женке показују канибалистичко понашање, посебно током или након парења.

## Репродукција
Парење може бити опасно за мужјаке, јер их женке могу конзумирати након копулације. Женке производе оотеку (јајну кутијицу) која садржи неколико јаја. Оотека је обично причвршћена за стабљике биљака или друге сигурне површине како би заштитила јаја од предатора.

## Животни циклус
Јаја се развијају унутар оотеке и из њих се излежу нимфе. Нимфе подсећају на минијатурне одрасле јединке и пролазе кроз неколико пресвлачења пре него што достигну зрелост, при чему свака фаза захтева низ фаза раста у којима одбацују свој егзоскелет.

## Еколошка улога
Hierodula tenuidentata игра виталну улогу у екосистему као предатор, помажући у контроли популација инсеката и одржавању равнотеже у свом станишту.

## Конзервациони статус
Иако специфични подаци о статусу очувања врсте Hierodula tenuidentata можда нису детаљно документовани, здравље њене популације генерално указује на еколошки интегритет њеног окружења. Проучавањем Hierodula tenuidentata и сличних врста, истраживачи могу стећи увид у сложене међусобне односе унутар екосистема и адаптивне стратегије које су инсекти развили током времена.